# Edition Wandelweiser
Die Edition Wandelweiser ist ein Verlag und Label für Experimentelle Musik mit Sitz in Haan und als GmbH organisiert. Außerdem ist es eine internationale Künstlergruppe. Geschäftsführer ist der niederländische Komponist Antoine Beuger.

## Geschichte
Die Vereinigung wurde 1992 von Antoine Beuger und Burkhard Schlothauer gegründet. Es folgten der Schweizer Klarinettist Jürg Frey, der US-amerikanische Gitarrist Michael Pisaro, der Schweizer Pianist Manfred Werder, der österreichische Posaunist Radu Malfatti und der US-amerikanische Posaunist Craig Shepard. Orientierungsfigur ist John Cage.
Mehr als 50 CDs wurden veröffentlicht.